# Ernest Garnier (compositeur)
Pour les articles homonymes, voir Garnier et Ernest Garnier (auteur).
Ernest Garnier, né le 5 janvier 1858 à Annonay (Ardèche) et mort le 5 juillet 1932 à Lyon (1er arrondissement), est un violoniste, compositeur et librettiste français. Il est notamment connu pour son conte musical Myrtil.

## Biographie
Ernest Garnier est le fils de François Eugène Garnier et de Charlotte Séraphine Picard. Sa sœur, Marie Garnier, est pianiste et soprano.
Il fait ses études musicales à Lyon, sous la direction d'Alexandre Luigini et Maugin.
Sa première parution dans un concert date de 1878 à Annonay. En 1893, il devient chef de l'orchestre d'Annonay.
Ernest Garnier est un compositeur dont l’œuvre la plus célèbre est Myrtil. Sa carrière commence à Lyon avec la création de La Vendéenne, en 1903, au Grand-Théâtre de Lyon.
Il étudie avec Jules Massenet à Paris. Il a les encouragements de ce dernier, ainsi que d'Ambroise Thomas et de Charles Gounod.
Il reçoit le concours de la ville de Paris avec Gaël, sur un texte de Jean Jullien.
En 1904, il reçoit les palmes académiques.
En 1905, il fonde, avec Ernest Reyer, Jules Massenet, Théodore Dubois, Émile Paladilhe, Jules-Eugène Lenepveu et Gabriel Fauré, la Fédération nationale des Sociétés musicales françaises, dont le siège est au 2 rue Stella à Lyon.
À partir de 1910 au moins, il réside à la Villa du Marronnier, à Hauteville, dans l'Ain.
En plus de donner des cours dans sa ville natale, le compositeur est aussi membre du Comité d'Enseignement du Conservatoire de Lyon.
Ernest Garnier a notamment été critique musical.
En 1926, il obtient la Légion d'honneur.
Les funérailles ont lieu le 7 juillet 1932 à l'église Saint-Vincent. C'est Georges Martin Witkowski, alors directeur du Conservatoire, qui prononce l'éloge funèbre. Il est enterré à Écully.

## Vie privée
Ernest Garnier a deux enfants, Marcelle et Jeanne, mariée à Pierre Toccanier.

## Œuvres

### Opéra
- Julius Sabinus, légende dramatique en 4 parties (1891)
- La Vendéenne, drame lyrique en un acte (1903) créé au Grand-Théâtre de Lyon en février 1903
- Myrtil, conte musical en deux parties. Poème de Auguste Villeroy et Ernest Garnier, (1909) créé à Paris, à l'Opéra-Comique le 7 mai 1909
- Tamarys
- Vers le rêve
- Béatrice et Bénédicte

### Musique orchestrale
- Forêts, poème lyrique pour quatre solistes, chœur, orchestre et orgue,

- Scènes païennes, créées au Casino de Monte-Carlo en avril 1926

### Musique chorale
- Forêt, suite pour chœur à voix égales
- Le Chant de la Sirène, pour chœur de femmes
- Les Croquis de plein air
- Madrigal, chœur pour quatre voix d'hommes, paroles de Victor Studemann (1885)
- Chanson Écossaise
- Musique sur l'eau

### Musique vocale
- Églogues, scène lyrique pour ténor et soprano
- La Nuit, pour soprano et mezzo-soprano
- Incantation, scène chorale à cinq voix mixtes, poème d'Albert Samain.
- Ô Salutaris à deux voix, ténor et basse, ou soprano et mezzo-soprano avec accompagnement d'orgue ou d'harmonium (harpe ad libitum)
- La Nuit !, duetto pour deux voix de femmes, paroles de Victor Studemann (1884)
- Dans la forêt, scène chorale pour quatre voix d'hommes, paroles de Victor Studemann (1885)
- Hymne à l'art, paroles de Jean Bach-Sisley (1905)

### Musique pour piano
- Les Hirondelles, valse pour piano (1883)
- Les Feux follets, valse pour piano (1883)

### Mélodie
- Au fond du vallon solitaire, paroles de Victor Studemann
- Souvenirs !, paroles de Louis Berthet (1881)
- Les Hirondelles !, valse chantée pour soprano, paroles de Victor Studemann (1883)
- Je sais un nid charmant et tendre !, paroles de Théophile Gautier (1883)
- Marie !, sonnet, paroles de Alfred de Musset (1883)
- Aubade !, paroles de Mme V. F. (1883)
- Rêverie !, paroles de Louis Berthet (1883)
- Illusions, ne vous envolez pas !, stances, paroles de Louis Berthet (1883)
- Pourquoi faut-il aimer ?, Paroles de Louis Berthet (1883)
- Le Bâteau rose !, paroles de Jean Richepin (1901)
- Eve a chanté !, petit poème lyrique, paroles de Jean Bach-Sisley (1905)
- Chanson de printemps, petit poème lyrique, paroles de Camille Roy (1905)
- Chanson de Vendange Ma Brinde, poésie de Hippolyte Brunier (1905)

## Liens Externes
- Ressource relative à la musique :   - International Music Score Library Project
- Ressource relative à la vie publique :   - base Léonore
- Notices d'autorité :   - VIAF
  - ISNI
  - BnF (données)